# Wereldbeker noordse combinatie 2005/2006
De wereldbeker noordse combinatie 2005/2006 (officieel: Warsteiner FIS World Cup Nordic Combined presented by Rauch) werd met groot overwicht gedomineerd door de Fin Hannu Manninen. Hij won 12 van de 21 proeven, waarvan zeven op een rij, en was reeds ruim vóór het einde van de wereldbeker zeker van de eindoverwinning. Ook in het klassement voor de sprint was Manninen met afstand de beste. Hiermee vergeleken vielen zijn resultaten op de Olympische Winterspelen in Turijn (die niet meetellen voor de wereldbeker) erg tegen: hij werd slechts 12e in de sprint en 9e in het individuele nummer. Met de Finse ploeg behaalde hij nog wel een bronzen medaille in de landenwedstrijd.

## Uitslagen

### Kalender
| Datum      | Plaats        | Onderdeel        | Eerste              | Tweede              | Derde               |
| ---------- | ------------- | ---------------- | ------------------- | ------------------- | ------------------- |
| 25/11/2005 | Kuusamo       | 15 km gundersen  | Hannu Manninen      | Anssi Koivuranta    | Petter Tande        |
| 27/11/2005 | Kuusamo       | 7,5 km sprint    | Mario Stecher       | Petter Tande        | Georg Hettich       |
| 03/12/2005 | Lillehammer1  | 15 km gundersen  | Hannu Manninen      | Felix Gottwald      | Ronny Ackermann     |
| 04/12/2005 | Lillehammer1  | 7,5km sprint     | Hannu Manninen      | Todd Lodwick        | Ronny Ackermann     |
| 17/12/2005 | Ramsau        | 10 km massastart | Petter Tande        | Ronny Ackermann     | Magnus Moan         |
| 18/12/2005 | Ramsau        | 7,5 km sprint    | Magnus Moan         | Ola Morten Graesli  | Jason Lamy-Chappuis |
| 30/12/2005 | Oberhof2      | 15 km gundersen  | Hannu Manninen      | Ronny Ackermann     | Magnus Moan         |
| 03/01/2005 | Ruhpolding2   | 7,5 km sprint    | Felix Gottwald      | Ronny Ackermann     | Petter Tande        |
| 06/01/2006 | Schonach2     | 15 km gundersen  | Hannu Manninen      | Christoph Bieler    | Magnus Moan         |
| 14/01/2006 | Val di Fiemme | 10 km massastart | Hannu Manninen      | Anssi Koivuranta    | Christoph Bieler    |
| 15/01/2006 | Val di Fiemme | 7,5 km sprint    | Hannu Manninen      | Mario Stecher       | Felix Gottwald      |
| 21/01/2006 | Harrachov     | 7,5 km sprint    | Hannu Manninen      | Georg Hettich       | Jason Lamy-Chappuis |
| 22/01/2006 | Harrachov     | 15 km gundersen  | Hannu Manninen      | Björn Kircheisen    | Georg Hettich       |
| 28/01/2006 | Seefeld       | 7,5 km sprint    | Hannu Manninen      | Magnus Moan         | Todd Lodwick        |
| 29/01/2006 | Seefeld       | 15 km gundersen  | Hannu Manninen      | Todd Lodwick        | Christoph Bieler    |
| 04/03/2006 | Lahti         | 15 km gundersen  | Magnus Moan         | Björn Kircheisen    | Felix Gottwald      |
| 05/03/2006 | Lahti         | 7,5 km sprint    | Björn Kircheisen    | Petter Tande        | Georg Hettich       |
| 11/03/2006 | Oslo          | 15 km gundersen  | Petter Tande        | Jason Lamy-Chappuis | Anssi Koivuranta    |
| 12/03/2006 | Oslo          | 7,5 km sprint    | Björn Kircheisen    | Magnus Moan         | Anssi Koivuranta    |
| 18/03/2006 | Sapporo       | 10 km massastart | Hannu Manninen      | Björn Kircheisen    | Christoph Bieler    |
| 19/03/2006 | Sapporo       | 7,5 km sprint    | Jason Lamy-Chappuis | Hannu Manninen      | Petter Tande        |

Opmerkingen:
1. de oorspronkelijk voor Trondheim voorziene wedstrijden werden in Lillehammer gehouden.
2. de wedstrijden in Oberhof, Ruhpolding en Schonach vormen de "Warsteiner Grand Prix Germany". Hannu Manninen won deze Grand Prix vóór Ronny Ackermann en Felix Gottwald.

### Eindstanden
| Algemene wereldbeker | Algemene wereldbeker | Algemene wereldbeker | Algemene wereldbeker |
| #                    | Atleet               | Land                 | Punten               |
| -------------------- | -------------------- | -------------------- | -------------------- |
| 1                    | Hannu Manninen       | FIN                  | 1.500                |
| 2                    | Magnus Moan          | NOR                  | 961                  |
| 3                    | Björn Kircheisen     | GER                  | 888                  |
| 4                    | Petter Tande         | NOR                  | 812                  |
| 5                    | Jason Lamy-Chappuis  | FRA                  | 730                  |
| 6                    | Georg Hettich        | GER                  | 711                  |
| 7                    | Felix Gottwald       | AUT                  | 708                  |
| 8                    | Christoph Bieler     | AUT                  | 706                  |
| 9                    | Mario Stecher        | AUT                  | 664                  |
| 10                   | Anssi Koivuranta     | FIN                  | 597                  |

| Sprintwereldbeker | Sprintwereldbeker   | Sprintwereldbeker | Sprintwereldbeker |
| #                 | Atleet              | Land              | Punten            |
| ----------------- | ------------------- | ----------------- | ----------------- |
| 1                 | Hannu Manninen      | FIN               | 624               |
| 2                 | Magnus Moan         | NOR               | 454               |
| 3                 | Björn Kircheisen    | GER               | 450               |
| 4                 | Georg Hettich       | GER               | 445               |
| 5                 | Jason Lamy-Chappuis | FRA               | 397               |
| 6                 | Petter Tande        | NOR               | 391               |
| 7                 | Mario Stecher       | AUT               | 364               |
| 8                 | Felix Gottwald      | AUT               | 349               |
| 9                 | Christoph Bieler    | AUT               | 279               |
| 10                | Ronny Ackermann     | GER               | 266               |

| Landenklassement | Landenklassement | Landenklassement |
| #                | Land             | Punten           |
| ---------------- | ---------------- | ---------------- |
| 1                | Duitsland        | 2.950            |
| 2                | Finland          | 2.828            |
| 3                | Oostenrijk       | 2.558            |
| 4                | Noorwegen        | 2.308            |
| 5                | Japan            | 944              |
| 6                | Frankrijk        | 754              |
| 7                | Zwitserland      | 705              |
| 8                | Verenigde Staten | 597              |
| 9                | Tsjechië         | 130              |
| 10               | Rusland          | 104              |